# 商城镇
商城镇，是中华人民共和国河北省邯郸市成安县下辖的一个乡镇级行政单位。区域面积48.05平方千米。

## 行政区划
商城镇下辖以下地区：
商城村、秦连庄村、李连庄村、东岗村、高母村、高母营村、西商城村、南商城村、军庄村、东保庄村、西保庄村、秦家营村、南横城村、孙横城村、何横城村、赵横城村、吕家庄村、东二祖村、西二祖村、王庄村、张辛庄村、张武庄村、义井庄村、东向阳村、西向阳村、北郎堡村、中郎堡村、武吉村、南郎堡村、路口村、北连送村、汪家营村和王家庄村。